# 臺中氣象站
臺中氣象站（全名交通部中央氣象署臺中氣象站），交通部中央氣象署設在臺中市北區的人工氣象站之一，也是臺灣最早建置的氣象單位之一。

## 歷史
- 1896年7月12日，臺灣日治時期臺灣總督府以《府令21號》公佈於臺中縣藍興堡臺中街（今臺灣大道、自由路口）設立「臺灣總督府臺中測候所」。
- 1934年，改稱為「臺中測候所」。
- 1938年8月4日，改制為「臺灣總督府氣象臺臺中測候所」。
- 1945年11月1日，於中華民國政府接收日本臺灣總督府轄區後，改為「臺灣省氣象局臺中測候所」，隸屬於臺灣省行政長官公署交通處臺灣省氣象局。
- 1948年2月1日，再更名為「臺灣省氣象所臺中測候所」，隸屬臺灣省政府交通處。
- 1954年4月1日，遷建於臺中公園北側（仍為公園用地）。
- 1971年7月1日，交通部中央氣象局以臺灣省氣象局為基礎恢復建制，臺灣省氣象局走入歷史。
- 1977年7月1日，變更為「交通部中央氣象局臺中氣象測站」，三等站。
- 1990年12月1日，再修正為「交通部中央氣象局臺中氣象站」。
- 1991年4月1日，拆除眷舍，其餘土地併入臺中公園，但同意仍由臺中氣象站繼續使用。

## 編制
屬交通部中央氣象署附屬測報機構的三等氣象站，現有員額計5人（置主任1人、職員4人）。

## 外部連結
- 交通部中央氣象署臺中氣象測站 （页面存档备份，存于）

1. ↑  交通部中央氣象署臺中氣象站編制表